# Селенит
Селени́т (англ. Selenite), ранее также атла́сный шпат:458 (англ. satin spar, atlas spar, нем. atlasspat, atlasspath oder atlasstein) или сати́новый шпат (частично устар.):140 — морфологическая разновидность минерала гипса, отличается характерным параллельно-волокнистым строением агрегатов. В англоязычных источниках, в отличие от русскоязычных, термин «селенит» (Selenite) принято использовать для обозначения всех прозрачных кристаллов и агрегатов гипса, в противоположность его непрозрачным массивным разновидностям.

## Свойства
Селенит — тонковолокнистая разновидность гипса, имеющая шелковистый «атласный» блеск и красивый переливчатый оптический эффект на полированной поверхности благодаря параллельно расположенным и плотно сросшимся между собой тонким минеральным волокнам.
Просвечивает, имеет выраженный оптический эффект переливчатости, аналогичный эффекту кошачьего глаза.
Мягкий, твёрдость 2 по шкале Мооса (легко царапается ногтем).
Цвет чистых разновидностей белый, но чаще бывает окрашен примесями, придающими желтоватый или розоватый оттенок.
В качестве включений может содержать глину, песок, редко — гематит, серу, органические примеси.

## Месторождения
Встречается в пластах осадочных горных пород, преимущественно глинистых, где образует линзовидные прожилки параллельно-волокнистой структуры.
Крупнейшие кристаллы селенита обнаружены в Пещере кристаллов в Мексике.
Крупнейшее месторождение селенита в России находится на территории Пермского края.

## Применение

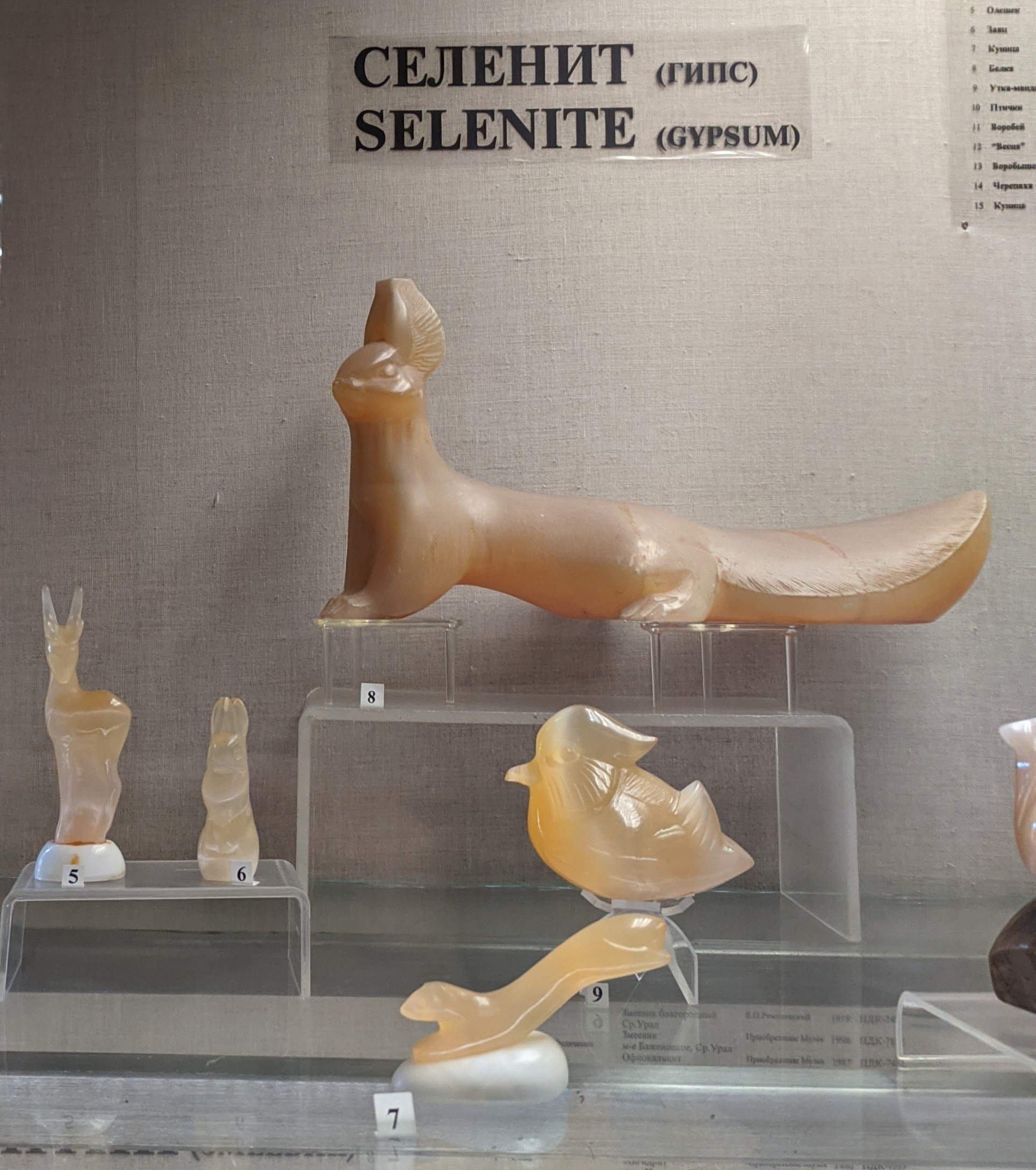
Поделки из селенита. Музейные экспонаты

Применяется как недорогой поделочный камень для изготовления резных художественных и художественно-бытовых изделий, бус и фигурок.
Легко шлифуется наждачной бумагой и хорошо полируется.
В украшениях может из-за малой твёрдости быстро затираться и терять полировку — и тогда требует новой полировки.

## Мифология
Селенит иногда ошибочно называют «лунным камнем». В переводе с др.-греч. σελήνη означает «Луна» (не путать с минералом адуляром — лунным камнем). Название также можно отнести к имени Селены — богини Луны в древнегреческой мифологии.
Сходство переливчатости селенита с лунным сиянием породило и продолжает порождать много суеверий о якобы заключённых в этом камне сверхъестественных силах; этим пользуются всевозможные шарлатаны, приписывая ему множество магических и лечебных свойств.